# Білгород-Дністровський
Бі́лгород-Дністро́вський (лат. Tyra, дав.-гр. Τύρας, тур. Akkerman, рум. Cetatea Albă; до 1944 — Аккерман) — місто в Одеській області, центр Білгород-Дністровського району. Населення міста — 48,7 тис. осіб (2020). Місто утворює осібну Білгород-Дністровську міську громаду.
Започатковане в IV столітті до н. е., мало велике значення в Середньовіччі та мало потужну оборонну споруду, що досі збереглась, — Аккерманську фортецю.
Місто лежить на Дністровському лимані за 18 км від Чорного моря й за 81 км від Одеси (автошлях Н33).

## Назва
- VII ст. до н. е. — фінікійська колонія Офіусса[2];
- VI ст. до н. е. — давньогрецька колонія Тіра;
- II ст. н. е. — римське місто Тіра;
- VI ст. — східнослов'янське плем'я антів називало поселення Туріс;
- IX—X ст. — східнослов'янські племена — тиверці та уличі — назвали місто Білгород [джерело?], а візантійці — Левкополь («Біле місто»);
- XIII ст. — генуезці назвали місто Монкастро;
- XV ст. — місто було в Молдавському князівстві й називалось Четатя-Албе («Біла фортеця»);
- 1484 р. — місто й фортецю на понад три століття загарбала Османська імперія, його назву змінено на Аккерман («Білий камінь»);
- 1812 р. — згідно з Бухарестською угодою місто, разом з Бессарабією й дельтою Дунаю, відійшло до Російської імперії під назвою Аккерман;
- 1918 р. — місто разом із рештою Бессарабії відійшло до Румунського королівства під назвою Четатя-Албе;
- 1940 р. — місто разом із Бессарабією долучено до СРСР під назвою Аккерман;
- 1944 р. — за наказом Сталіна місто перейменували у Білгород-Дністровський, додавши уточнення «Дністровський», аби відрізняти від російського Бєлгорода[3].

## Історія

### Античність

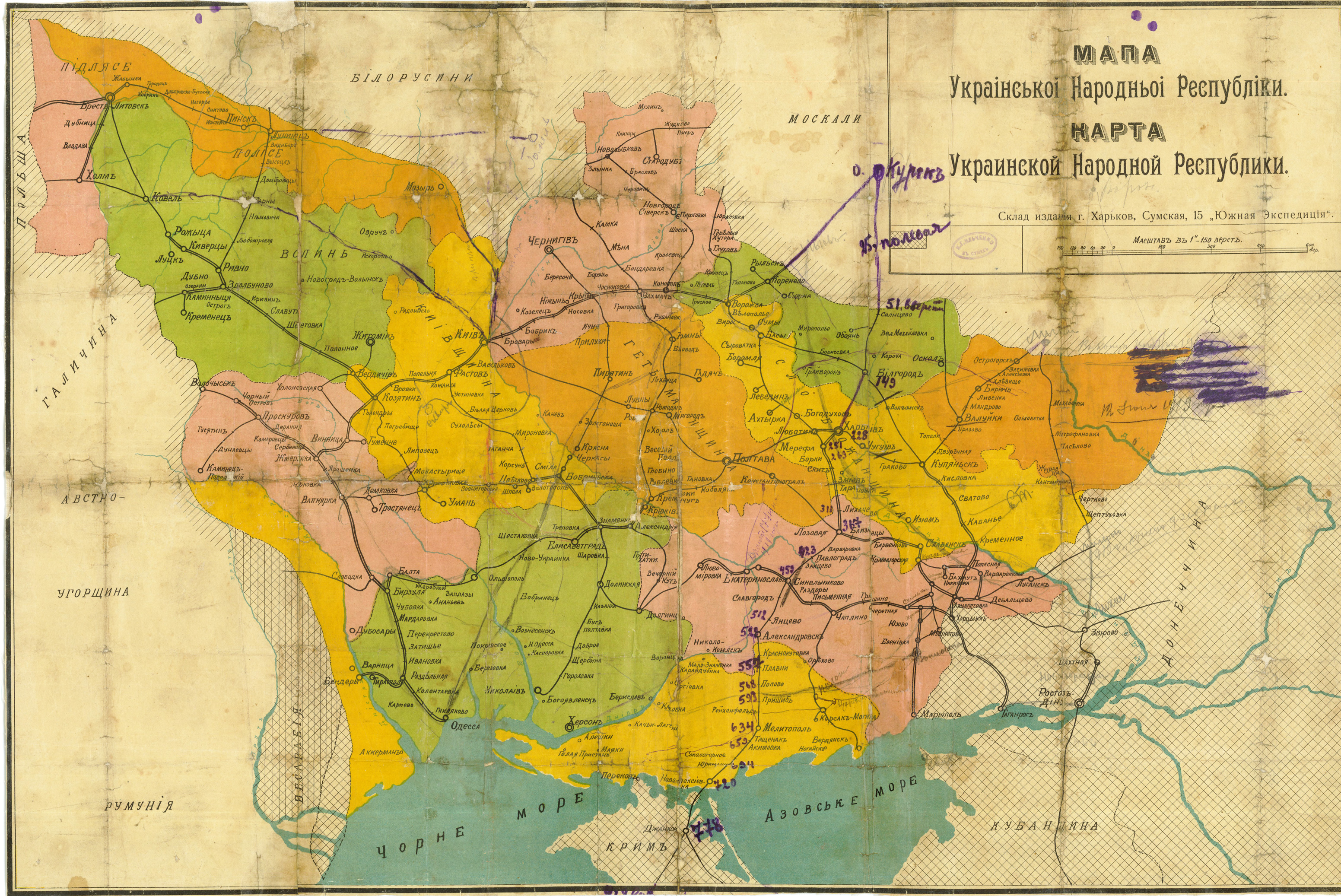
Місто на мапі УНР

У IV столітті до н. е. на острові, що омивався двома рукавами Тіраса (Дністра), мілетці заклали поліс, що дістав назву Офіуса («місто змій»), через безліч плазунів. Незабаром на високому правому березі річки виросла Тіра — поселення скіфів-орачів. Згодом відмінності між полісами стерлись, люди перемішались, утворивши нову спільноту — скіфів-еллінів, або мікс-еллінів. А коли через дедалі вищий рівень Світового океану Офіусу затопило — її пожильці перебрались до Тіри.
107 року Римська імперія завоювала Дакію, вийшла до Дунаю й зробила його прикордонною річкою. Тіра стала форпостом імперії.
238 року Тіру захопили готи, котрі вже 257 року почали будувати в місті піратський флот і стали нападати на римські провінції.
371 року під мурами поліса з'явились орди гунів, що взяли собі за спільників готських невільників — скіфів-еллінів. У розпал битви за місто вони відчинили ворота, що через них увірвалися кочовики. Від чистого знищення готів урятувала угода з імператором Римської імперії, що 376 року дозволив менш як 200 тисячам готів розселитись у Мезії та Фракії. А завойовники-гуни, на знак подяки несподіваним спільникам, мало не відновили історичну назву поліса — Туріс.
Утім, серед гунського війська були й слов'яни, що осіли в завойованому місті. А вже через три століття воно стало резиденцією легендарного хана Аспаруха, що скорив сім слов'янських племен і 679 року розбив візантійську армію. Ще через два роки на відбитих у Константинополя землях започатковано перше Болгарське царство. Після цього нашестя в полісі утвердилось східнослов'янське плем'я тиверців. Воно підняло місто з попелу, а як головним будівельним матеріалом став білий вапняк, то назвали його Білий Город.

### Середньовіччя
IX століття відзначилось приходом до Північного Причорномор'я кочових угрів, котрих згодом змінили печеніги. У Києві спочатку не зважили на цю напасть, але вже 907 року князь Олег справив великий похід Русі на Візантію, в якому спілкували й тиверці. Царгород підступно помстився їм, 915 року нацькувавши печенігів на Білгород. І хоча мури й будинки під час нападу вціліли — вирізано й продано в неволю візантійцям було понад половину городян.
У XII ст. Білгород входив у склад Галицько-Волинського князівства.
1241 року місто захопили татари, котрі, як і половці, також були тюрками, тому вони зоставили тюркську назву Ак-Ліба. Однак надовго татари в місті не затрималися: 1288 року хан Ногай, мавши потребу в коштах для боротьби з іншими чингізидами, за щедру плату віддав місто генуезьким купцям. Назву міста тоді змінювали кілька разів: Білий Замок (Аспрокастро), Зелений Замок (Мальвокастро), Замок на горі (Монкастро). А з 1362 року, коли повсталі городяни вигнали набридлих баришників та лихварів, — місто назвали Чорний Замок (Маврокастро).
1395 року, за війни між Тимуром та ханом Тохтамишем, місто взяв авангард армії Тимура під проводом еміра Османа.
Місто набуло вільного статусу, посівши помітне місце в економічному житті краю: розвивало ремесла, виготовляло музичні та ігрові інструменти, карбувало монети, вигідно торгувало. Наприкінці XIV століття, Білгород (по-новому Четатя-Албе, або Фегер-Варр), відійшов до Молдавського князівства. За заступника йому був його сюзерен — Угорське королівство. Молдовські господарі подбали щоб відновити старі й побудувати нові оборонні споруди. На каменях мурів викарбувано роки — 1399 і 1432. Останнім фортецю розбудував майстер Федорко 1482 року.
Уздовж фортечних мурів завдовжки 2 кілометри вишикувалось 26 веж (спочатку їх було 34): 12 бойових і 14 глухих, щоб сполучати куртини. Зі східного, західного та південного боків фортецю обступав рів, що спочатку був завширшки 14, а завглибшки — 22 метр. Причому його дно лежало на три метри нижче від рівня води в лимані. Там, де рів підходив до лиману, справили спеціальні заслінки, що в разі небезпеки підіймались і заповнювали його водою. Для зв'язку із зовнішнім світом фортеця мала двоє воріт: Головні (Кілійські) стояли з боку суходолу у двоповерховій вежі, оснащеній двома ворітьми, двома опускними ґратами та звідним мостом; а Овідіопольські ворота виходили до лиману, а для сполучення між частинами фортеці було поставлено ще четверо внутрішніх воріт.
Разом із Кілією, фортеця не раз ставала неабиякою завадою на дорозі до експансії османських султанів. Так, 1420 року османський флот спробував узяти місто, але був відбитий із чималими для нього втратами. 1475 року 30-тисячна армія під проводом господаря Молдови Штефана III захопила місто. Султан Баязид II, що вважав Четатя-Албе за ворота не тільки до Молдови, а й усієї Речі Посполитої, 1484 року зібрав небачене на той час військо, що складалося з 300 тис. османів, 50 тис. кримських татар Менґлі I Ґерайя та загонів волохів. Обкладене і з боку суходолу, і з боку лиману, місто без надії на порятунок боронилось з 1 по 16 серпня. З 20 тисяч городян уціліли тільки 200 родин, а 4 тисячі осіб продали в рабство.

### Новий час
1517 р. запорізькі козаки під проводом Предслава Лянцкоронського із Димитром Сильним уперше здійснили рейд під Аккерман.
1574 року на османське місто напав козацький флот (25 чайок з екіпажем у складі 600 осіб) на чолі з отаманом Хомою Покотилом, що допомагав господарю Івану Лютому у війні проти Османської імперії. Через несподіваний напад козаки ненадовго заволоділи важливим портом, але замок так і не змогли взяти. Навесні 1614 біля Аккермана відбулася битва між ордами бунтівного нуреддина Шахіна Ґерая і хан-агаси (ханського радника) Бек-аги, що здобув перемогу. Шахін Ґерай спочатку переховувався у Кілії, а згодом утік до Ірану.
1595 року стався козацький похід на Аккерман під проводом гетьмана Григорія Лободи, коли було захоплено місто й фортецю.
Для контролю за загарбаною територією переселено татар, що утворили Буджацьку орду з центром в Аккермані (Білій Фортеці). Іноді її називали сухо й офіційно — Керман, або й зовсім по-панібратськи Акджа (біленька). Звідси був родом видатний мусульманський учений Мухаммад аль-Аккірмані (пом. 1760).
У XVII столітті запорожці й далі ходили під Аккерман.
Під Аккерманом 9 березня 1637 року кримська орда на чолі з калгою Хусам-Ґераєм та нуреддином Саадет-Ґераєм, від хана Інаєт Ґерая, котрим допомагав загін запорожців на чолі з гетьманом Павлом Бутом (Павлюком), перемогла буджацьких татар. Кримські татари у квітні-травні обступили Кілію та Кафу, вимагаючи видати ханові прихильників мурзи Кан-Темира Кривавого Меча, що з двором та синами утік до Османської імперії. Рештки Буджацької орди наказано переселити до Криму, але ногайці повстали під Ачі-Кале (нині — Очаків), убили калгу та нуреддина, та повернулися на батьківщину.
У XVIII столітті після поразки гетьмана Івана Мазепи у боротьбі з Росією та жорсткої розправи царського війська зі Старою Січчю у Бесарабії з'явилися козаки-мазепинці на чолі з Пилипом Орликом.
У 1768—1774 роках під час російсько-турецької війни запорізька піхота та кіннота з боями пройшла від Січі аж по Добруджу. Частина козаків, уклавши мир, не повернулась на Січ, а осіла на територіях навколо Дністровського гирла. Значна їх кількість жила поблизу Аккермана й у самому місті. Це засвідчують козацькі могили в місті на старих цвинтарях та залишки поселень у Подністров'ї.

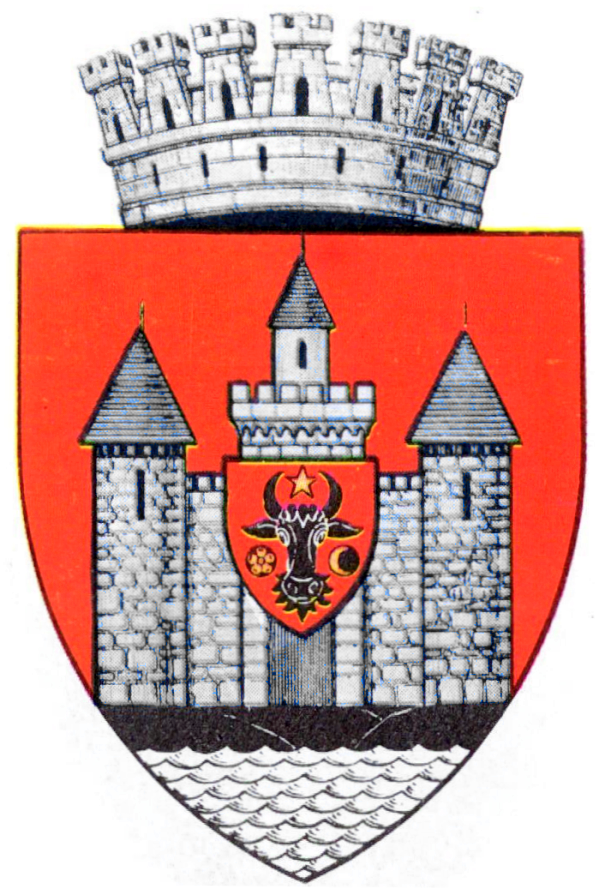
Герб часів Румунії

За Російсько-турецької війни 1787—1791 років, як брали місто 1789 року, відзначився генерал-поручник Віктор Амадей фон Ангальт-Бернбург-Шаумбург-Гойм. У штурмі міста спілкували українські козаки.
Згідно з Бухарестським трактатом 1812 року землі між Дністром і Дунаєм перейшли до Російської імперії. Буджацьких і ногайських татар виселено до Таврійської губернії, а до спустошеного моровою виразкою краю потекли розрізнені людські потічки: болгари, гагаузи та німці-колоністи знову обживали цю землю. Багато біглих від кріпацтва селян купували в місцевої поліції паспорти вже померлих людей. Це породило явище «безсмертних аккерманських міщан».

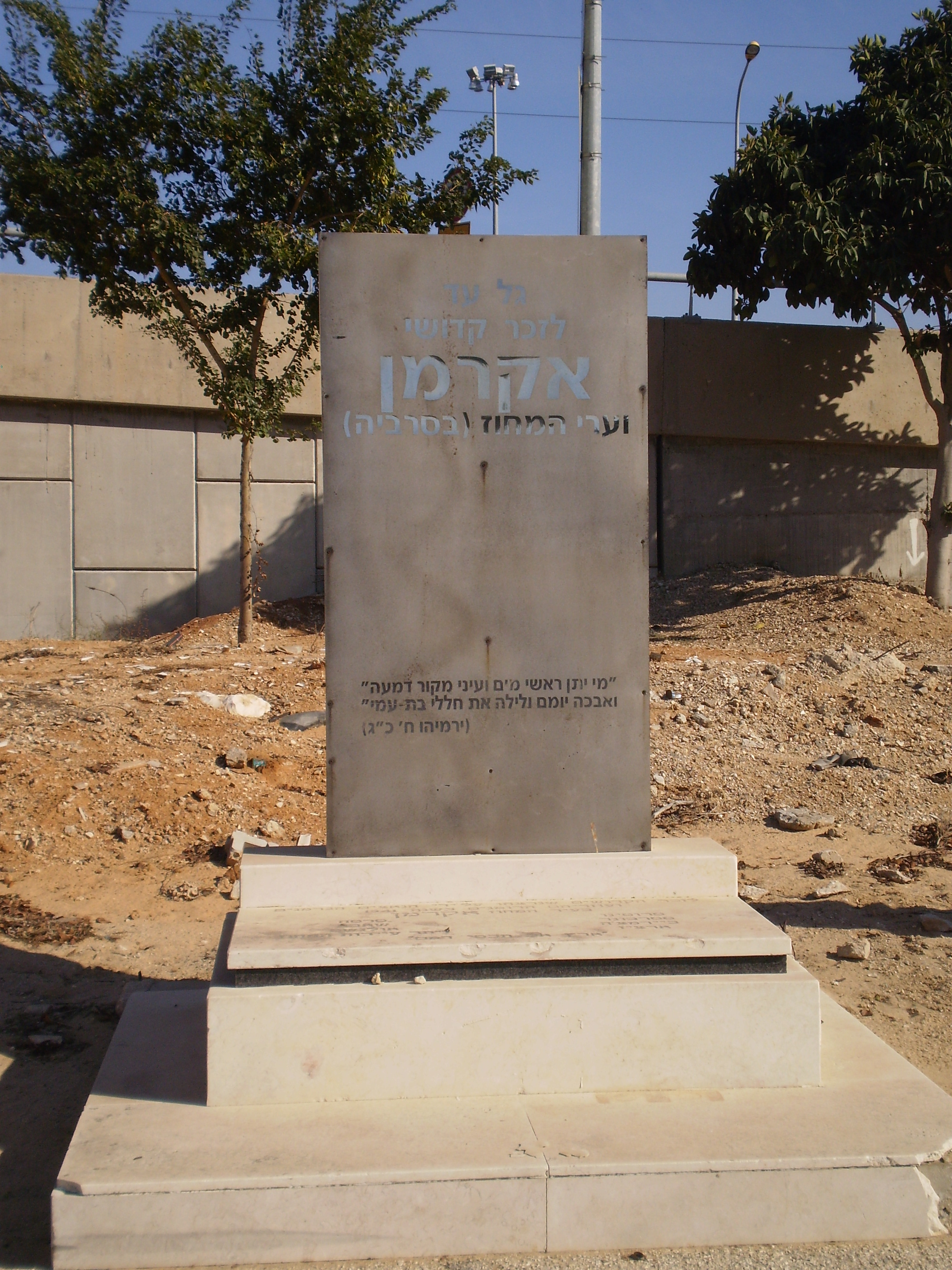
Меморіал, присвячений містянам-жертвам Голокосту (Холон)

Згодом Аккерманська фортеця втратила свою військово-оборонну вагу, і 1832 року її зняли з реєстрів як стратегічний об'єкт, а 1859 року передали в управління міської влади. Бессарабський і Новоросійський губернатор граф Строганов пішов далі й дозволив Російському товариству пароплавства й торгівлі брати вапняк із фортечних мурів, щоб обладнати пристань. Від чистої руйнації фортецю врятувало те, що видобувати вапняк із кар'єру виявилось значно легше, ніж розбирати мури замку.

### Новітній період
Згідно з адміністративним поділом УНР, місто було в землі Одесі.
Після тодішнього етапу української революції та громадянської війни Бессарабія загалом і Аккерман поміж іншим потрапили під Румунію. 1925 року місто під румунською назвою Четатя-Албе стає повітовим центром королівства. У 1926—1929 роках примаром міста був Пауль Нікореску.
1936 року в місті заснували Аккерманську повітову «Просвіту» — українську культурно-просвітницьку організацію, при якій діяла бібліотека й читальня.
За Другої світової війни місто 28 липня 1941 року було окуповане Румунією. З серпня 1941 по серпень 1944 року Аккерман входив до складу Губернаторства Бессарабія Румунії. 2 серпня 1944 року Аккерман був звільнений від румунських військ у ході десантної операції з форсування Дністровського лиману військами 3-го Українського фронту та силами Чорноморського флоту за підтримки 17-ї повітряної армії під час Яссько-Кишинівської наступальної операції 20—29 серпня 1944 року. Військам, які брали участь у звільненні міст Бендери та Аккерман, наказом Сталіна від 23 серпня 1944 року оголошено подяку, а в Москві дано салют 12-ма артилерійськими залпами зі 124 гармат. Місто знову потрапляє до Радянського Союзу, і указом Президії Верховної Ради СРСР від 9 серпня 1944 року йому повернули одну з колишніх назв — Білгород, з означенням Дністровський, одночасно з перейменуванням станції Аккерман Кишинівської залізниці (і майже тоді він став адміністративним центром Лиманського району). Місто повернулося до складу Ізмаїльської області УРСР.
28 листопада 1957 року Лиманський район було перейменовано (з перенесенням районного центру), і в Одеській області утворено Білгород-Дністровський район з центром у Білгороді-Дністровському. 20-21 січня 1975 року села Вершина, Переможне (до 1945 року Папушой) і житловий масив радгоспу «28 червня» Бритівської сільради (разом із їхніми землями в кількості 560 га) долучили до міста Білгород-Дністровського.
23 січня 1975 року виконком Одеської облради долучив частину села Переможного (від вулиці Артільної) до села Випасного Випасненської сільради.
1999 року Білгород-Дністровський святкував 2500-річчя. ЮНЕСКО визнало місто за одне з найдавніших у світі.
2002 року затверджено гімн міста.
9 липня 2003 року до міста Білгород-Дністровського додали 53,4 гектара земель, що ними урядувала Бритівська сільська рада, 195,51 гектара земель — від Салганської сільської ради Білгород-Дністровського району, 26,52 гектара земель передано від Білгород-Дністровської районної ради Салганській сільській раді Білгород-Дністровського району 4,11 гектара земель міста Білгород-Дністровський. Межі міста були затверджені загальною площею 1910,32 гектара.

#### Російське вторгнення в Україну (2022)
12 травня 2025 року російський ворог атакував місто Білгород-Дністровський. Внаслідок ракетного удару по місту було пошкоджено низку об'єктів цивільної інфраструктури, зокрема приватні житлові будинки.
23 червня 2025 року російські війська завдали ракетного удару по цивільній інфраструктурі міста. Одна з ракет влучила в будівлю Ліцею № 1, одного з найстаріших навчальних закладів міста, спричинивши її повне руйнування. Внаслідок атаки загинули співробітники ліцею та цивільні особи, поранення отримали понад 10 людей, серед яких були учні. Ця трагедія сталася наступного дня після випускного вечора в ліцеї. 24 червня у місті було оголошено Днем жалоби.

### Перейменування об'єктів топоніміки
Справджуючи Закон України «Про засудження комуністичного та націонал-соціалістичного (нацистського) тоталітарних режимів в Україні та заборону пропаганди їхньої символіки» від 09 квітня 2015 року № 317-VIII, зважаючи на протокол комісії з питань найменування об'єктів міського підпорядкування, увічнення видатних діячів і подій у місті Білгород-Дністровський від 16 лютого 2016 року № 17, Білгород-Дністровський міський голова Алла Гінак підписала розпорядження від 19 лютого 2016 року № 32 «Про перейменування назв вулиць, провулків, скверів міста»:
| Передніша назва         | Теперішня назва         | Передніша назва        | Теперішня назва           |
| ----------------------- | ----------------------- | ---------------------- | ------------------------- |
| вул. Блюхера            | вул. Паустовського      | вул. Дзержинського     | вул. Миколаївська         |
| пров. Дзержинського     | пров. Миколаївський     | вул. Енгельса          | вул. Військової слави     |
| пров. Енгельса          | пров. Пудівітра         | вул. Калініна          | вул. Незалежності         |
| пров. Калініна          | пров. Затишний          | вул. Кірова            | вул. Єврейська            |
| пров. Кірова            | пров. Офіцерський       | вул. Комсомольська     | вул. Героїв України       |
| вул. Котовського        | вул. Вірменська         | пров. Котовського      | пров. Вірменський         |
| вул. Крупської          | вул. Запорізька         | пров. Крупської        | пров. Запорізький         |
| вул. Куйбишева          | вул. Тіверська          | вул. Лазо              | вул. Портова              |
| пров. Лазо              | пров. Портовий          | вул. Леніна            | вул. Михайлівська         |
| вул. Леона Попова       | вул. Грецька            | пров. Піонерський      | пров. Творчий             |
| вул. Радянська          | вул. Свято-Георгіївська | пров. Радянський       | пров. Свято-Георгіївський |
| вул. Свердлова          | вул. Соборна            | пров. Свердлова        | пров. Соборний            |
| вул. Фрунзе             | вул. Слов'янська        | пров. Фрунзе           | пров. Слов'янський        |
| вул. Чапаєва            | вул. Буджакська         | пров. Чапаєва          | пров. Буджакський         |
| вул. Щорса              | вул. Дунайська          | пров. Щорса            | пров. Дунайський          |
| вул. Дімітрова          | вул. Болгарська         | вул. Шанцера Марата    | вул. Педагогічна          |
| вул. Карла Маркса       | вул. Кочубинського      | вул. Орджонікідзе      | вул. Чорноморська         |
| пров. Орджонікідзе      | пров. Чорноморський     | вул. Червоноармійська  | вул. Козацька             |
| пров. Червоноармійський | пров. Козацький         | сквер ім. В. І. Леніна | Михайлівський сквер       |

В листопаді 2023 році було перейменовано кілька десятків вулиць і провулків міста.
| Передніша назва                                                  | Теперішня назва             | Передніша назва          | Теперішня назва              |
| ---------------------------------------------------------------- | --------------------------- | ------------------------ | ---------------------------- |
| вул. Мічуріна                                                    | вул. Ак-Лібо                | вул. Чкалова             | вул. Монкастро               |
| вул. Ломоносава                                                  | вул. Армійська              | вул. Пушкіна             | вул. Музейна                 |
| вул. Лермонтова                                                  | вул. Василя Стуса           | вул. Маршала Бірюзова    | вул. Одеський Шлях           |
| вул. Плеханова                                                   | вул. Весняна                | вул. Островського        | вул. Польська                |
| вул. Горького                                                    | вул. Візантійська           | вул. Суворова            | вул. Сарматська              |
| вул. Ушакова                                                     | вул. Віталія Гуляєва        | вул. Анісімова           | вул. Сергія Лукуніна         |
| вул. Чічеріна                                                    | вул. Волошкова              | вул. Тимирязєва          | вул. Сержанта Данила Марюхна |
| вул. Маяковського (частина від вул. Єврейської до вул. Портової) | вул. Героїв України         | вул. 26 серпня           | вул. Серпнева                |
| вул. Тургенєва                                                   | вул. Гетьманська            | вул. 9 січня             | вул. Січнева                 |
| вул. Толбухіна                                                   | вул. Єдності                | вул. Кутузова            | вул. Старовірменська         |
| вул. Маяковського (частина від вул. Єврейської до вул. Портової) | вул. Захисників Миколаєва   | вул. Молодіжна (частина) | вул. Транспортна             |
| вул. Белінського                                                 | вул. Івана Котляревського   | вул. Першотравнева       | вул. Українська              |
| вул. Некрасова                                                   | вул. Івана Нечуй-Левицького | вул. Льва Толстого       | вул. Успішна                 |
| вул. Гагаріна                                                    | вул. Ігоря Іванова          | вул. Овражна             | вул. Яружна                  |
| вул. Шаповалова                                                  | вул. Карпатська             | пров. Мічуріна           | пров. Ак-Лібо                |
| вул. Чехова                                                      | вул. Лазурна                | пров. Московський        | пров. Вербний                |
| вул. Жуковського                                                 | вул. Левка Лук'яненка       | пров. Крилова            | пров. Весняний               |
| вул. Лихачова                                                    | вул. Липнева                | пров. Ломоносова         | пров. Волонтерський          |

## Клімат
Помірно континентальний клімат регіону характеризується значним числом ясних сонячних днів — у році їхнє число перевищує 290.
Протягом року переважно тепла погода. Найтепліший місяць — липень (середньодобова температура — 25-27 °C тепла, максимальна — 40 °C), найхолодніший місяць — січень (середньодобова температура — −2,5 °C).

## Населення

### Динаміка населення
| 1897   | 1941   | 1959   | 1970   | 1979   | 1989   | 2001   | 2016   | 2022   |
| ------ | ------ | ------ | ------ | ------ | ------ | ------ | ------ | ------ |
| 28 258 | 22 630 | 21 832 | 32 928 | 46 795 | 55 631 | 51 890 | 50 131 | 47 727 |

### Національний склад
Національний склад населення за даними перепису 2001 року:
| Національність  | Відсоток |
| --------------- | -------- |
| українці        | 62,68 %  |
| росіяни         | 27,69 %  |
| болгари         | 3,67 %   |
| молдовани       | 2,78 %   |
| білоруси        | 0,60 %   |
| гагаузи         | 0,44 %   |
| євреї           | 0,30 %   |
| вірмени         | 0,27 %   |
| грузини         | 0,13 %   |
| поляки          | 0,12 %   |
| інші/не вказали | 1,32 %   |

### Мовний склад
Рідна мова населення за даними перепису 1897 року:
| Мова             | Чисельність, осіб | Доля     |
| ---------------- | ----------------- | -------- |
| Українська       | 15 183            | 53,73 %  |
| Російська        | 5 724             | 20,26 %  |
| Єврейська (їдиш) | 5 573             | 19,72 %  |
| Вірменська       | 608               | 2,15 %   |
| Болгарська       | 288               | 1,02 %   |
| Інші             | 882               | 3,12 %   |
| Разом            | 28 258            | 100,00 % |

Рідна мова населення за даними перепису 2001 року:
| Мова            | Чисельність, осіб | Відсоток |
| --------------- | ----------------- | -------- |
| Російська       | 27 880            | 54,52 %  |
| Українська      | 21 516            | 42,08 %  |
| Болгарська      | 848               | 1,66 %   |
| Румунська       | 345               | 0,68 %   |
| Гагаузька       | 95                | 0,19 %   |
| Ромська         | 76                | 0,15 %   |
| Білоруська      | 69                | 0,14 %   |
| Вірменська      | 47                | 0,09 %   |
| Єврейська       | 20                | 0,04 %   |
| Інші/Не вказали | 237               | 0,64 %   |
| Разом           | 51 133            | 100 %    |

### Історія
Згідно з відомостями за 1808 рік, понад третину населення міста становили вірмени. Етнічний склад населення міста був такий:
| Національність               | % від загального числа жителів |
| ---------------------------- | ------------------------------ |
| вірмени                      | 38,4 %                         |
| греки                        | 18,9 %                         |
| українці, росіяни            | 14.5 %                         |
| болгари                      | з 10 %                         |
| молдовани                    | 9,4 %                          |
| євреї, цигани, поляки, турки | 9,5 %                          |

## Економіка

### Промисловість
На 2017 рік Білгород-Дністровський — одне з промислово розвинених міст Одеської області зі середньорічним обсягом виробництва понад 200 млн грн У місті працює 24 промислових підприємства. Усі підприємства, окрім міської друкарні, приватизовані.
Основні та найприбутковіші галузі промисловості:
- медична (прилади переливання крові та одноразові шприци);
- харчова (хліб та хлібобулочні вироби);
- машинобудівна (електронна);
- виробництво з пластмас (дитячі іграшки, товари народного споживання);
- виробництво будівельних матеріалів з бетону (пористого та залізного).

Лідер міської промисловості — завод «Гемопласт» (питома вага у загальному об'ємі виробництві міста коло 60 %) — до 1994 року завод медичних виробів з полімерних матеріалів — єдине з підприємств цього профілю, що зосталось в Україні та насьогодні успішно розвивається (одноразові шприци, прилади переливання крові та ін.)

### Транспорт

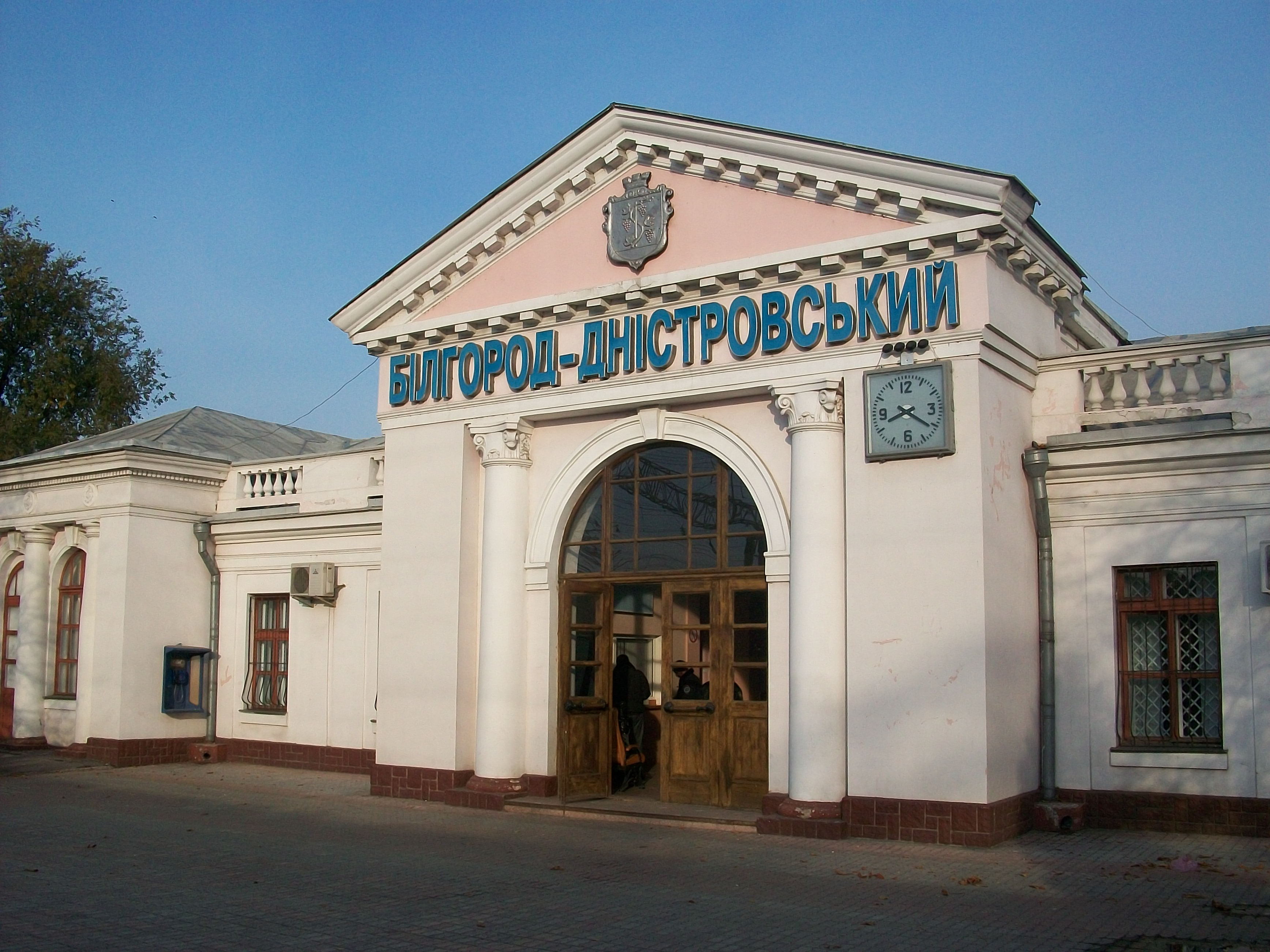
Вокзал залізничної станції Білгород-Дністровський

Транспортно-комунікаційний комплекс міста містить морський торговий порт, центр електрозв'язку, залізничний вокзал та автотранспорт.
З головного вокзалу міста до станції Одеса-Головна 3 рази на день їздять приміські електропоїзди. Вони спиняються й на платформі Тіра, що в одному з житлових масивів. Деякі городяни щоденно їздять на роботу й навчання до Одеси, купуючи місячні абонементні квитки.
До грудня 2017 року їздив пасажирський поїзд Одеса — Ізмаїл/Березине. З 23 вересня 2016 року призначений нічний швидкий поїзд «Дунай» сполученням Київ — Ізмаїл та Київ — Соборне (через Вінницю, Жмеринку, Подільськ), що сполучив місто зі столицею України. Ще їздить поїзд Білгород-Дністровський — Чернівці.
Білгород-Дністровський морський торговельний порт — ще одні ворота міста. Порт лежить у закритій гавані Дністровського лиману на відстані 14 км від моря. Функціонує порт практично весь рік. Судна до порту проходять через Дністровсько-Цареградське гирло. Порт може приймати суда типу «річка — море» вантажомісткістю до 5000 тонн. Пропускна спроможність порту — 3,0 млн тонн у рік, норма одночасної обробки — 5-6 судів. Обладнання та технічні засоби порту дозволяють переробляти практично всі вантажі, окрім хімічних, навалювальних та наливних небезпечних.
Автомобільний транспорт міста — це 8 підприємств автомобільного транспорту (з них 5 спеціалізується на пасажироперевезеннях), котрі надають і міжнародні послуги. Міські пасажироперевезення забезпечують 58 автобусів, приміські та міжміські маршрути — 176 автобусів.

### Зв'язок
Послуги зв'язку в місті надає Центр електрозв'язку № 1 ВАТ «Укртелеком», міський телефонний зв'язок налічує 20,4 тис. абонентів. Територія міста на 100 % покрита мобільним зв'язком.

## Історичні пам'ятки

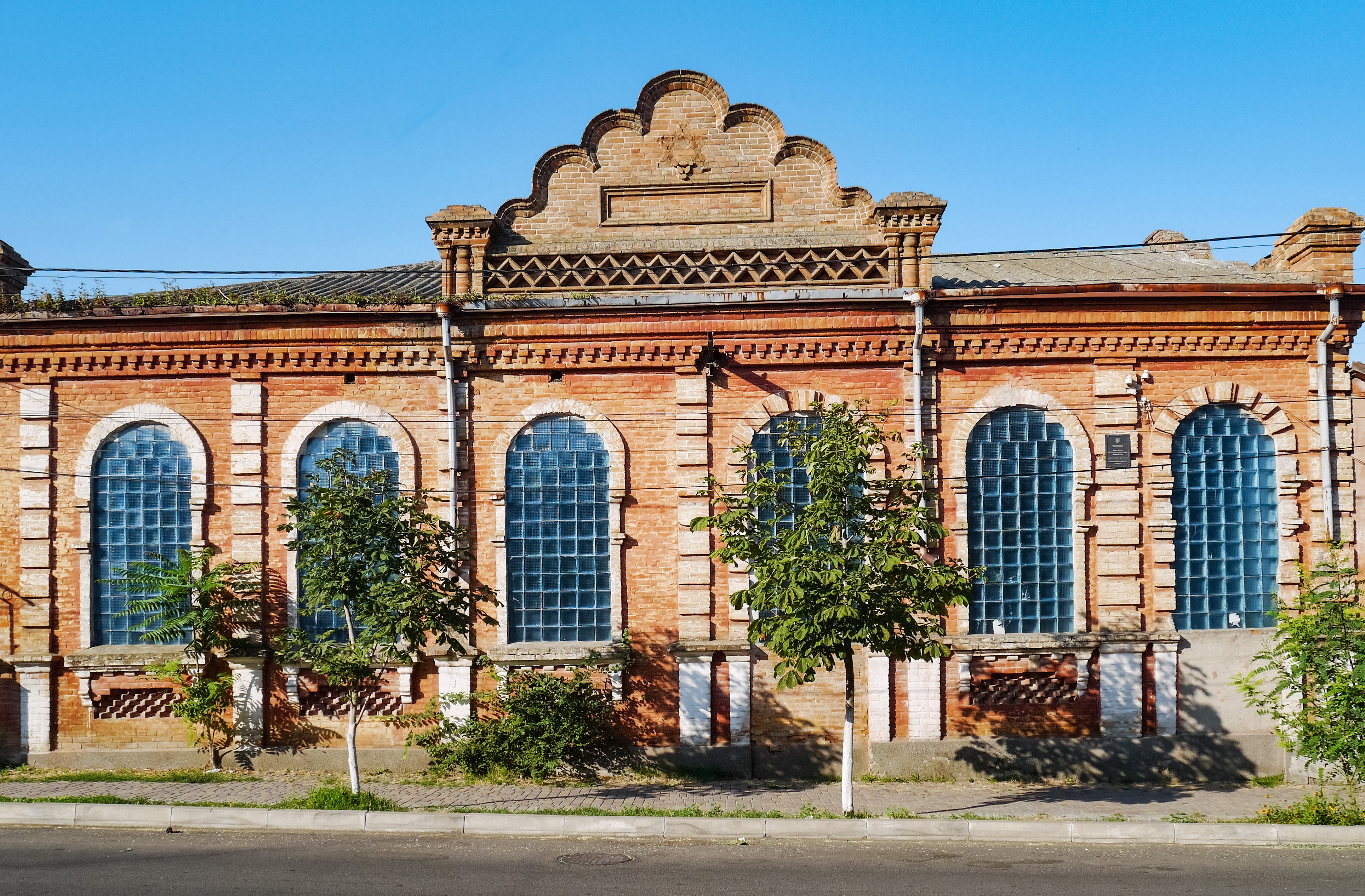
Білгород-Дністровська хоральна синагога, вул. Єврейська, 29

- Аккерманська фортеця (Білгород-Дністровська фортеця)[34];
- Розкопки античного міста Тири: фрагмент перед Кілійськими воротами фортеці та римська вулиця з внутрішнього боку стіни фортеці на схід від Кілійських воріт;
- Грецька (Іоанно-Предтеченська) церква, XIII—XVII ст., вул. Грецька, 13;
- Олександрівські казарми офіцерського корпусу, близько 1850 року (вул. Шабська, 51);
- Вірменська церква Успіння Пресвятою Богородиці, XIV—XV ст. (вул. Старовірменська, 1);
- Синагога XIX ст., вул. Єврейська, 29;
- Вознесенський собор, XIX ст., вул. Соборна, 75;
- Свято-Георгіївська церква (болгарська), вул. Кишинівська, 77а;
- Миколаївська церква, XIX ст., вул. Ізмаїльська, 79;
- Підземна церква та криниця св. Йоана Нового (Сучавського), XIV—XVIII ст., вул. Шабська;

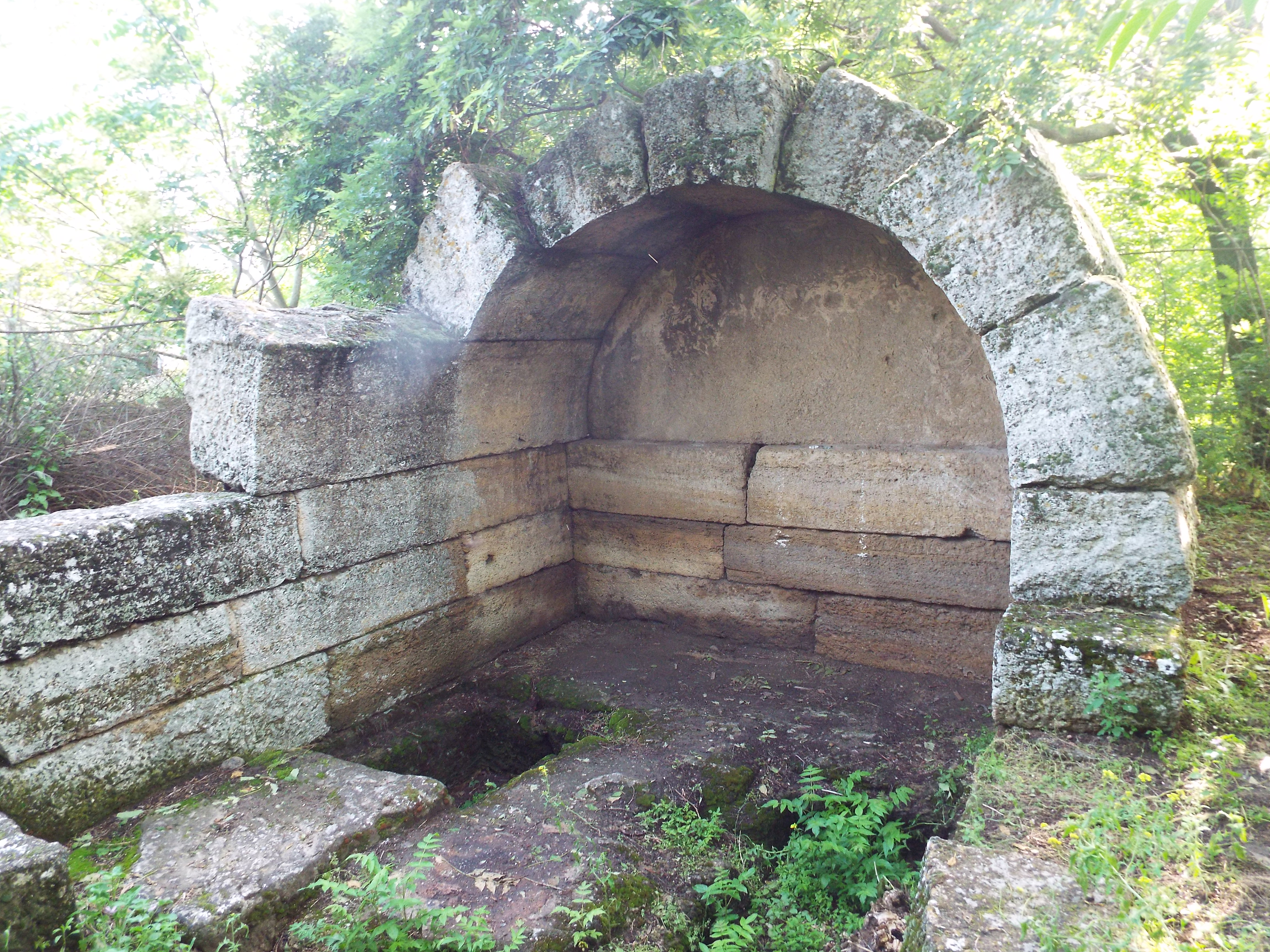
Скіфська кам'яна гробниця або Скіфська могила, 1—3 ст. Загальний вигляд. Фото 2021 р.

- Скіфська кам'яна гробниця або Скіфська могила, 1—3 ст. Загальний вигляд. Фото 2021 р.Маєток купця Ярошевича в мавританському стилі XIX ст., вул. Музейна, 26;
- Будинок купця Фемиліді, поч. XX ст., вул. Музейна, 19;
- Пам'ятник солдату Василю Рябову та всім аккерманцям, загиблим у російсько-японській війні, поч. XX ст. — сквер на вул. Шабській;
- Будинок, що в ньому спинявся Олександр Пушкін, вул. Візантійська, 33;
- Сарматський склеп, III ст. на території Вірменської церкви (перенесений), вул. Старовірменська, 1;
- Скіфська кам'яна гробниця, або Скіфська могила, I—III ст. (в заростях зліва від залізничної гілки, що йде на територію порту на місці первинної знахідки — точна локалізація;
- Єврейське кладовище — вул. Портова;
- Грецьке кладовище, вул. Шабська;
- Пам'ятник Тарасу Шевченку — сквер між вулицями Героїв України та Михайлівською;
- Пам'ятник на честь 20-річчя визволення міста від окупації у парку Перемоги;

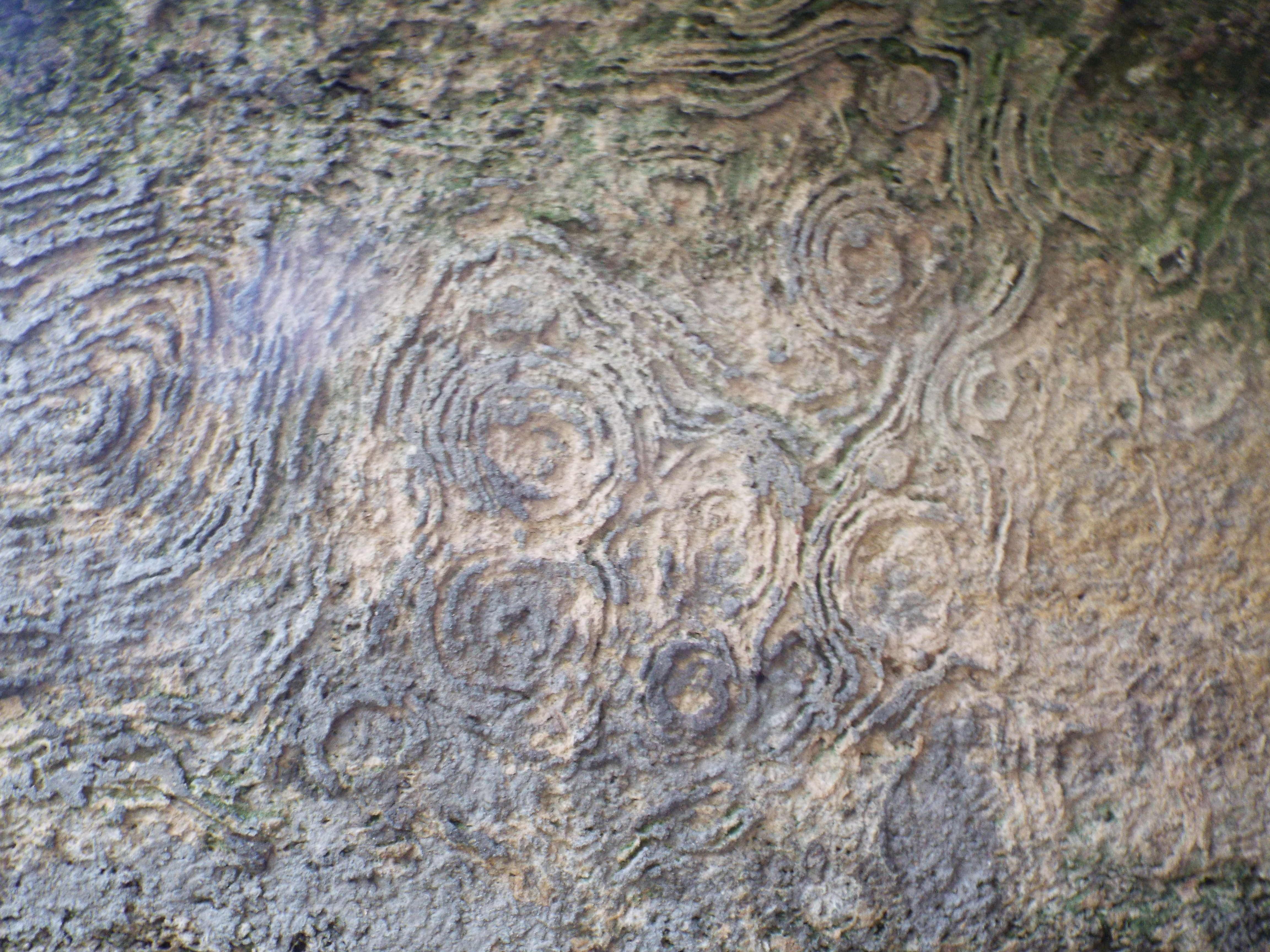
Скіфська кам'яна гробниця I—III ст. Фрагмент внутрішнього декору. Фото 2021 р.

- Скіфська кам'яна гробниця I—III ст. Фрагмент внутрішнього декору. Фото 2021 р.Пам'ятник на честь визволителів міста Білгорода-Дністровського;
- Меморіал Слави;
- Особняк XIX ст. вул. Михайлівська, 4;
- Чоловіча гімназія (теп. педагогічне училище), вул. Музейна, 17 (у дворі кол. гімназії сад троянд, фонтан, пам'ятний знак Адаму Міцкевичу та пам'ятник Лесі Українки, що перебували тут);
- Аккерманська повітова земська управа (теп. аграрний технікум), поч. 20 ст., Українська, 53;
- Особняк XIX ст. (пожежне депо) — вул. Незалежності, 33а;
- Пам'ятний знак на місці розстрілу нацистами радянської молоді біля входу до порту;
- Меморіальний знак на місці масового розстрілу євреїв під час другої світової війни;
- Особняк XIX ст. (будинок дитячої творчості), вул. Миколаївська, 70[35].

|                                                     |  |  |
| Пам'ятна монета, присвячена Білгород-Дністровському |  |  |

### Музеї
- Краєзнавчий, вул. Музейна, 19 У музеї зібрано велику колекцію античних пам'яток з Тири (грецького та римського часу), речі з поховання черняхівської культури, закладні камені стін Аккерманської фортеці (молдавські), представлено турецький етап міста, артефакти часів російсько-турецьких війн, перебування в місті діячів української, польської та російської культури, радянські діячі Білгорода та місто в Другій світовій війні. У приміщенні музея збереглись оригінальні кахельні печі;
- Відділ етнографії краєзнавчого музею, вул. Музейна, 16;
- Художній салон, вул. Кирилова, 16[35].

## Відомі люди

### Народилися
- Батищев Іустин Миколайович — радянський діяч, революціонер-підпільник, депутат Верховної Ради СРСР 1—2-го скликань (1941—1950).
- Ніколає Векерою — румунський політик, член Соціал-демократичної партії Румунії та 3-й Прем'єр-міністрів Румунії (1992—1996).
- Гутник Сергій Михайлович — міністр торгівлі та промисловості в уряді гетьмана Павла Скоропадського.
- Епельбаум Наум Мойсейович — український, молдовський та єврейський скульптор-монументаліст, член Союзу художників СРСР.
- Барух Камін (1914—1988) — ізраїльський політик.
- Ломаченко Анатолій Миколайович (нар. 14.12.1964) — тренер і батько дворазового олімпійського чемпіона Василя Ломаченка
- Ломаченко Василь Анатолійович (нар. 17.02.1988) — український професіональний боксер. Чемпіон світу за версією WBO в напівлегкій вазі (від 2014). Дворазовий чемпіон Олімпійських ігор (2008, 2012), дворазовий чемпіон світу (2009, 2011), чемпіон Європи (2008), багаторазовий чемпіон України. Заслужений майстер спорту України. Найтитулованіший український боксер.
- Лупашко Владислав Вікторович — український футболіст, півзахисник.
- Радулович-Топазунович Володимир Митрофанович — полковник Армії УНР.
- Теннер Григорій Самійлович (1889—1943) — скульптор-портретист.
- Туранська Тетяна Михайлівна — прем'єр-міністр самопроголошеної Придністровської Молдавської Республіки з липня 2013 по грудень 2015.
- Хромов Анатолій Володимирович (нар. 05.11.1985) — український історик, юрист, архівіст, поет, державний діяч.
- Шайбле Олександр Якович — український військовий діяч, генерал-хорунжий Армії УНР.
- Порфирій Христофоров Стаматов — болгарський і російський юрист. У 1881 році був міністром юстиції Болгарії. Батько письменника Георгія Стаматова.
- Давид Григорьевич Бродский (1895—1966) — російський та радянський поет і перекладач.
- Павло Наумович Берков (1896—1969) — радянський літературознавець, бібліограф, книгознавець,джерелознавець,історик літератури. Доктор філологічних наук (1936).
- Максим Каролік (1893—1963) — американський оперний співак (тенор), колекціонер мистецтв і меценат.
- Яцков Анатолій Антонович(1913—1993) — радянський розвідник, співробітник органів держбезпеки.

### Померли
- Святий великомученик Іоанн Новий (Сучавський) (бл. 1340 року). Вважається за заступника всієї Бессарабії.
- Тугай-Бей — видатний кримськотатарський полководець і політичний діяч, спільник та побратим Богдана Хмельницького.[36]
- Гангардт Іван Єгорович (1808–1875) — генерал-лейтенант служив як черговий офіцер при новоросійському та бесарабському генерал-губернаторові й орудував захистом Одеси в Кримській війні. Згодом у 1864 році він став «орудником» Київської, Волинської та Подільської губерній, а з 1867 року — губернатором Бессарабії.
- Анджело ді Сполетті — францисканський монах та місіонер, активний поширювач католицизму на тодішніх болгарських територіях на північ від річки Дунаю. Був убитий у Білгороді-Дністровському 2 квітня 1314 року.

### Перебували
- Микола Лисенко — український композитор.
- Леся Українка — чільна постать української літератури.
- Іван Нечуй-Левицький — український письменник.
- Іван Карпенко-Карий — український письменник, драматург.
- Марко Кропивницький — український драматург, театральний діяч.
- Марія Заньковецька — українська акторка.
- Микола Садовський — український актор.
- Панас Саксаганський — український актор.
- Адам Міцкевич — поет польського романтизму. Тут він написав «Аккерманські степи».
- Юзеф Ігнацій Крашевський — польський письменник[5][4].

## Міста-побратими
- Санок, Польща
- Старогард-Ґданський, Польща
- Тиргу-Окна, Румунія
- Тиргу-Нямц, Румунія
- Фетхіє, Туреччина[37]
- Ізмір, Туреччина
- Вагаршапат, Вірменія[38]
- Сопот, Польща
- Ульм, Німеччина
- Новий Ульм, Німеччина

## Галерея

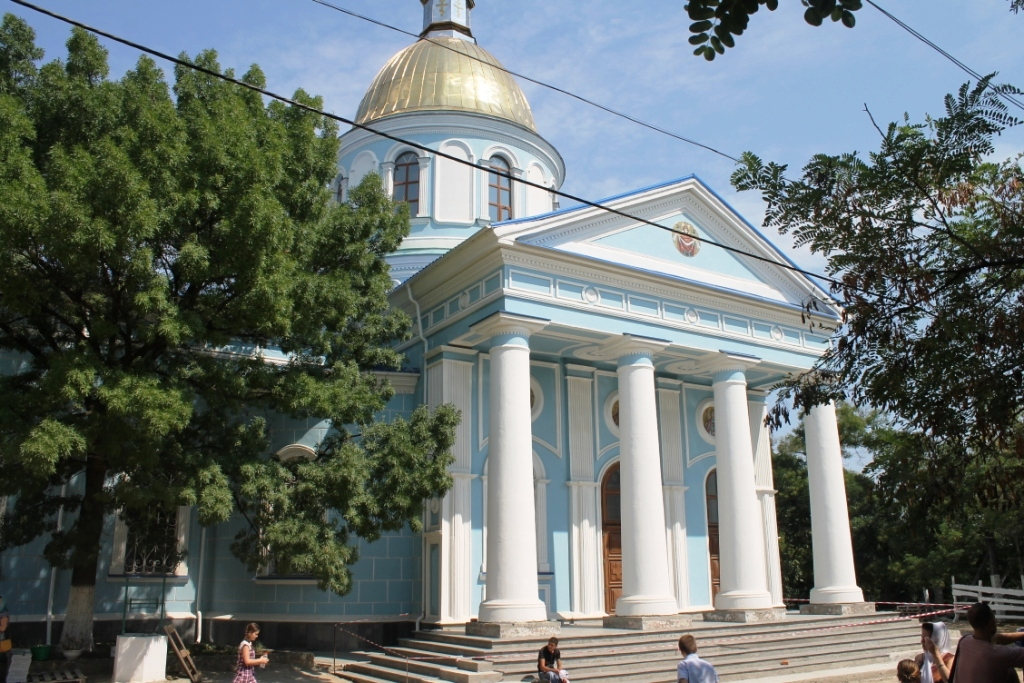
Свято-Вознесенський собор
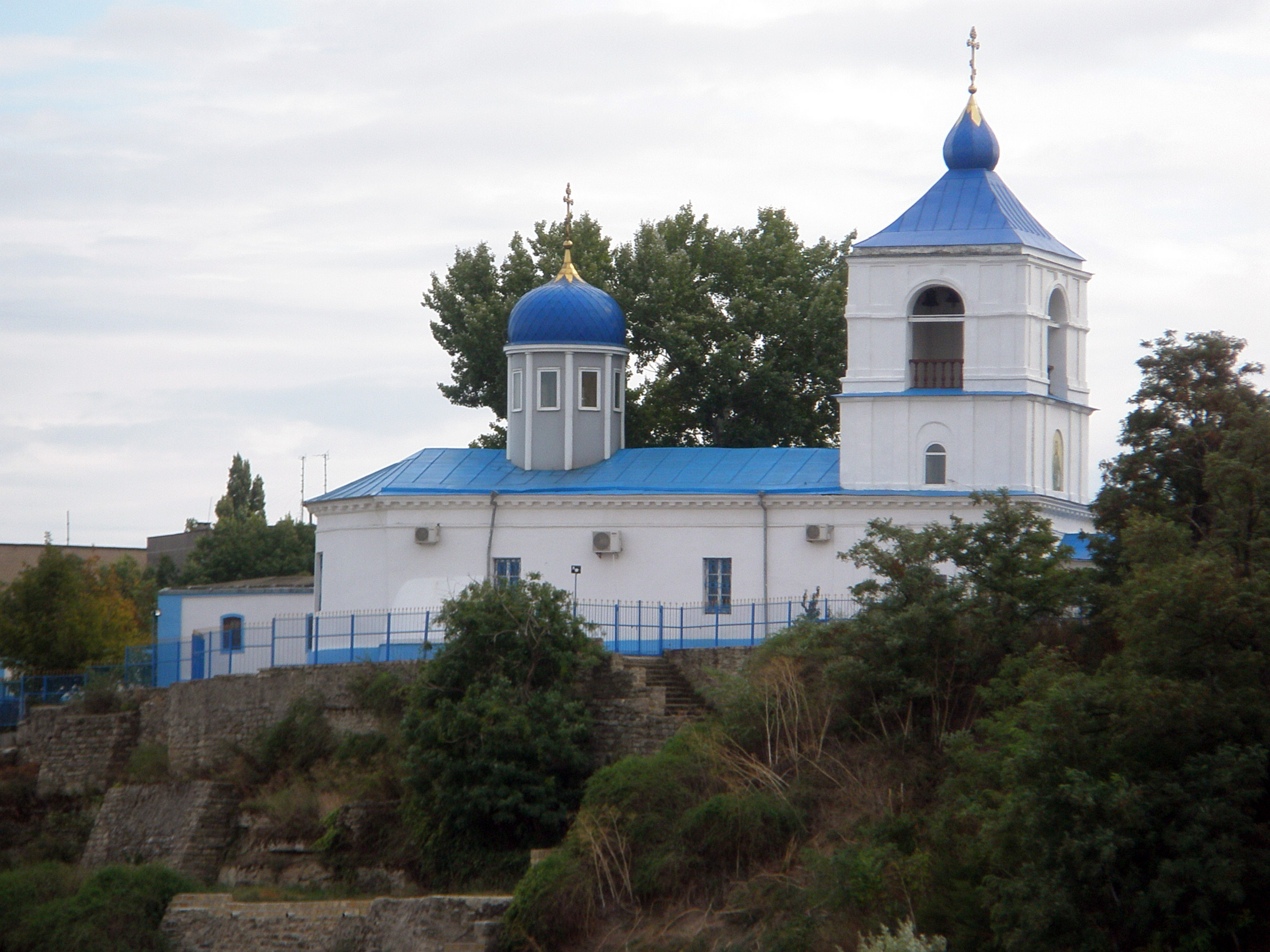
Храм Святого Іоанна
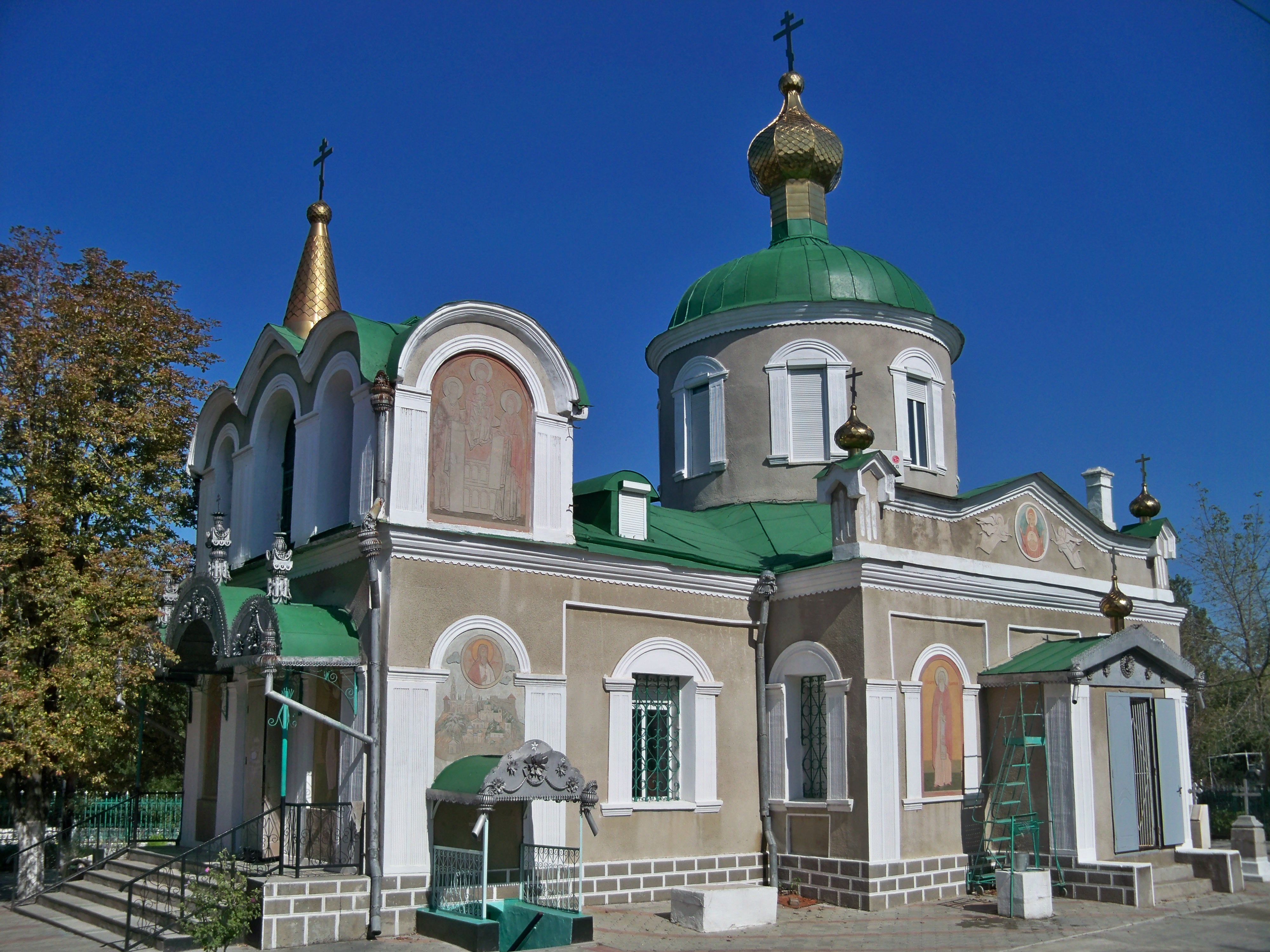
Церква Св. Миколаї (на цвинтарі)
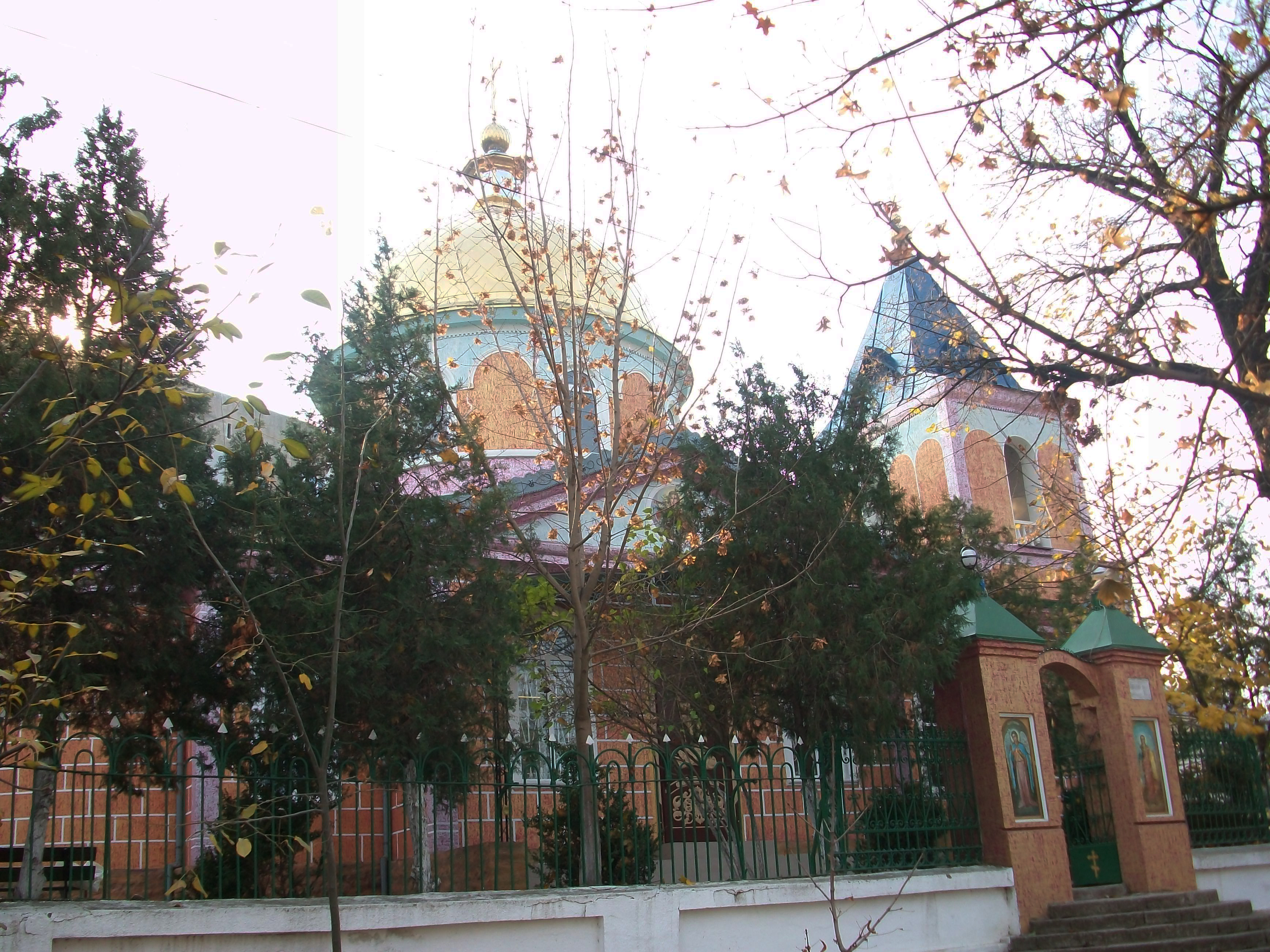
Спасо-Георгіївський православний храм
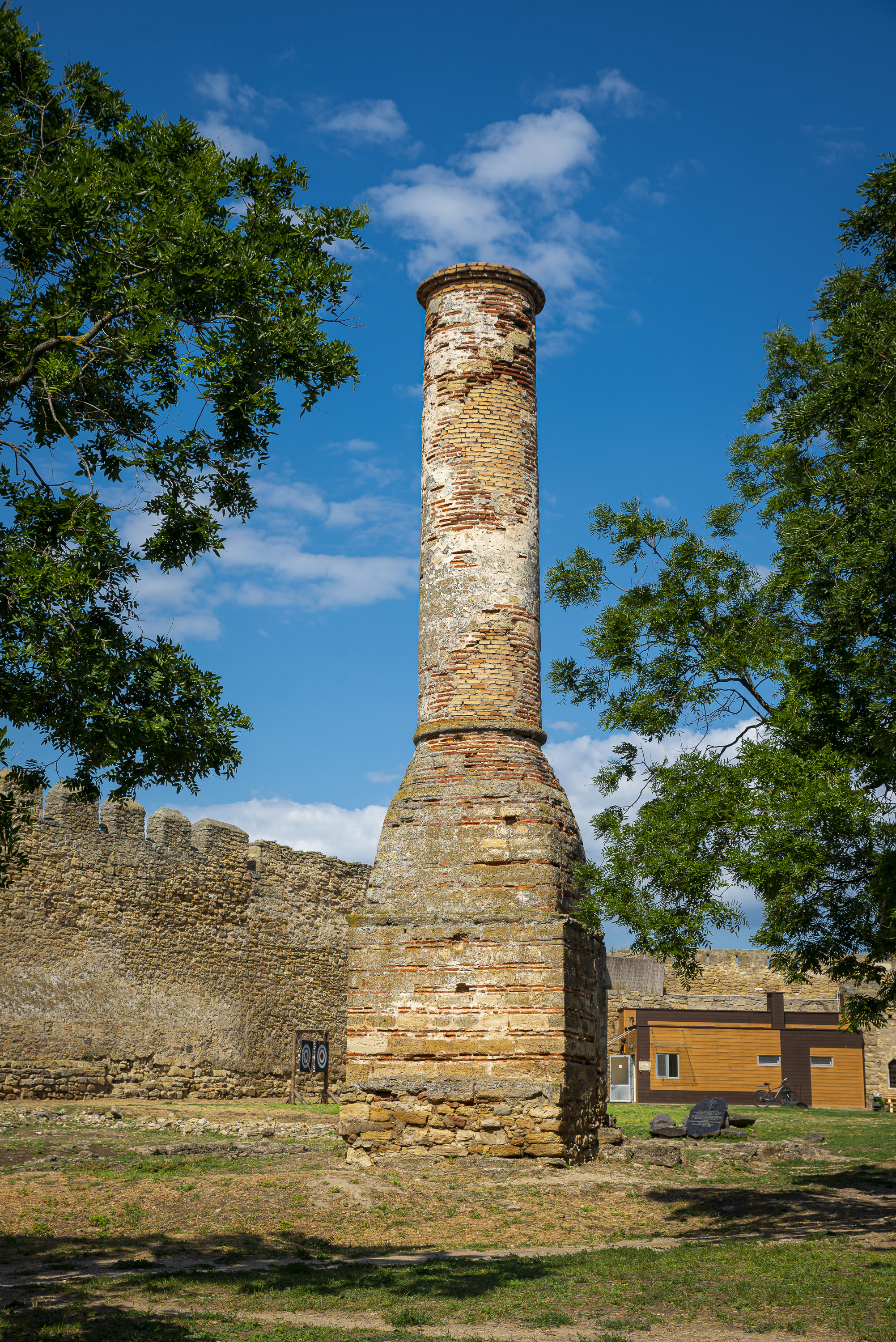
Мінарет
Білгород-Дністровський комбінат хлібопродуктів
Кінотеатр «Жовтень» (відновлений з 01.01.2015)
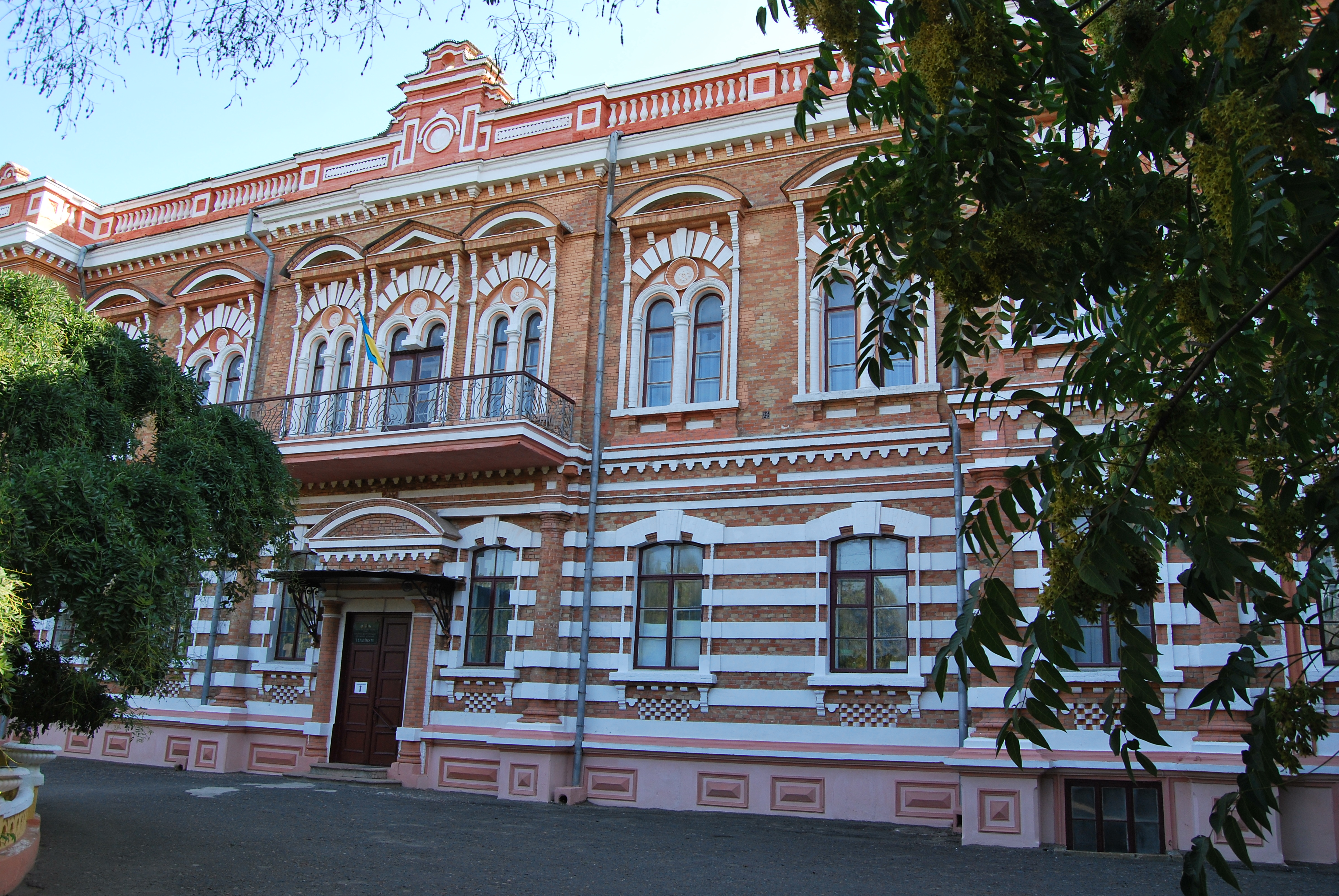
Білгород-Дністровський аграрний технікум
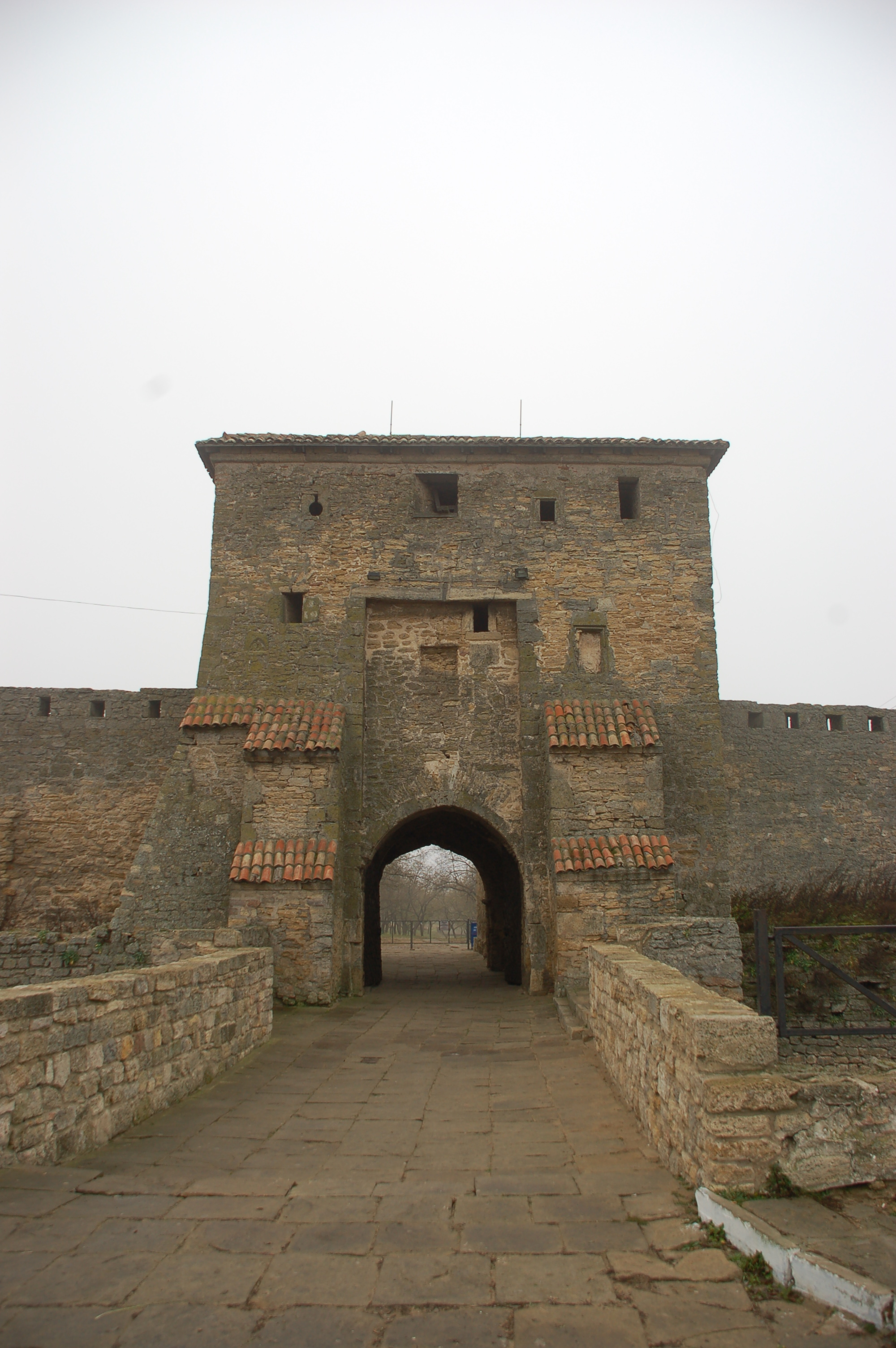
Кілійська брама фортеці